# Deduktiv-nomologisk förklaring
Den deduktiv-nomologiska förklaringsteorin (eller modellen) utformades av filosofen Carl Gustav Hempel och avsåg att ge en korrekt formell beskrivning av vad en förklaring är och hur den bör gå till.
Hempel menar att strukturen hos en förklaring består av tre delar. Dels en allmän naturlag och ett begynnelsevillkor och dels händelsen eller faktumet som ska förklaras. De två första delarna utgör det som kallas för explanans och är alltså det som förklarar. Det som ska förklaras går under namnet explanandum.
Hempels förklaringsmodell har blivit kritiserad för att egentligen inte förklara någonting alls, och att undvika förklaringen av själva kausaliteten. Man menar att det egentligen är en sorts förutsägelse, eftersom den bara visar på att något faktum var att vänta under vissa specifika förhållanden.